# 주삿포로 대한민국 총영사관
주 삿포로 대한민국 총영사관은 1966년 일본 홋카이도 삿포로시에 개설된 대한민국 외교부 소속의 총영사관이다.

## 공관 연혁
- 1966년 6월 19일: 총영사관 설치[1]
- 1966년 8월 15일~2006년 12월 8일: 재일본대한민국민단기증 총영사관 사용.[1] 당시 주소 삿포로시 주오구 키타 3조 니시 21초메(札幌市中央区北3条西21丁目)[2]
- 2006년 12월 11일: 현 총영사관 입주[1]

## 역대 공관장
| 대수          | 성명           | 부임        |
| ------------- | -------------- | ----------- |
| 제1대 총영사  | 송찬호(宋贊鎬) | 1966년 4월  |
| 제2대 총영사  | 정구욱(鄭求郁) | 1972년 6월  |
| 제3대 총영사  | 문종률(文鍾律) | 1974년 12월 |
| 제4대 총영사  | 우종(禹鍾)     | 1976년 5월  |
| 제5대 총영사  | 장동윤(張東潤) | 1981년 12월 |
| 제6대 총영사  | 이원호(李元鎬) | 1983년 7월  |
| 제7대 총영사  | 허세린(許世麟) | 1986년 9월  |
| 제8대 총영사  | 강신무(姜信武) | 1989년 5월  |
| 제9대 총영사  | 김권만(金權萬) | 1991년 12월 |
| 제10대 총영사 | 신현배(申鉉培) | 1993년 12월 |
| 제11대 총영사 | 조규태(曺圭泰) | 1996년 2월  |
| 제12대 총영사 | 정영구(鄭榮九) | 1998년 4월  |
| 제13대 총영사 | 정성배(鄭盛培) | 2000년 7월  |
| 제14대 총영사 | 오영환(吳榮煥) | 2003년 5월  |
| 제15대 총영사 | 강익순(姜益淳) | 2006년 2월  |
| 제16대 총영사 | 주복룡(朱福龍) | 2009년 2월  |
| 제17대 총영사 | 정환성(鄭煥星) | 2012년 2월  |
| 제18대 총영사 | 한혜진(韓惠進) | 2015년 4월  |
| 제19대 총영사 | 박현규(朴賢圭) | 2017년 12월 |
| 제20대 총영사 | 배병수         | 2020년 11월 |
| 제21대 총영사 | 연현식(延賢植) | 2024년 1월  |

## 같이 보기

### 일반 주제
- 대한민국의 재외공관 목록
- 주일본 대한민국 대사관
- 일본 주재 외국공관 목록
- 대한민국-일본 관계

### 일본에 설치된 다른 대한민국 총영사관
- 주오사카 대한민국 총영사관
- 주후쿠오카 대한민국 총영사관
- 주나고야 대한민국 총영사관
- 주요코하마 대한민국 총영사관
- 주센다이 대한민국 총영사관
- 주니가타 대한민국 총영사관
- 주히로시마 대한민국 총영사관
- 주고베 대한민국 총영사관

### 삿포로에 설치된 다른 외국 영사 시설
- 주삿포로 미국 총영사관
- 주일 타이베이 경제문화대표처 삿포로 분처